# Land- und Stadtgericht Krotoszyn
Das Land- und Stadtgericht Krotoszyn oder Land- und Stadtgericht Krotoschin war von 1834 bis 1849 ein preußisches Land- und Stadtgericht mit Sitz in Krotoszyn.

## Geschichte
Nach dem Ende der Franzosenzeit wurde die der französische Gerichtsorganisation entsprechende Gerichtsorganisation im Herzogtum Warschau 1815 zunächst von Preußen übernommen. Das Friedensgericht Krotoszyn wurde fortgeführt und dem Landgericht Krotoszyn zugeordnet. 1834 wurde die Gerichtsorganisation geändert und einheitlich Land- und Stadtgerichte gebildet. In dem -nun verkleinerten- Sprengel des Oberlandesgerichtes Posen bestanden 20 dieser Gerichte, darunter das Land- und Stadtgericht Krotoszyn.
Das Land- und Stadtgericht Krotoszyn war für den Kreis Krotoschin zuständig. Dazu gehörten die Städte Krotoszyn mit 2044 Einwohnern (1838), Borek mit 1728 Einwohnern, Dobrzyca mit 937 Einwohnern, Kobylin mit 2226 Einwohnern, Kozmin mit 3439 Einwohnern, Pogorzela mit 1216 Einwohnern und Zduny mit 3144 Einwohnern sowie 172 Dorfschaften mit 34.366 Einwohnern. Zusammen gab es damit 53.393 Gerichtseingesessene. In Pogorzela wurden Gerichtstage abgehalten.
Am Gericht waren ein Direktor, sechs Richter, neun Subalterne und sechs Unterbeamte beschäftigt. Es war damit ein Land- und Stadtgericht 1. Klasse. Diese wirkten bei wesentlichen Fällen als Kollegialorgan.
1849 wurden die Land- und Stadtgerichte aufgelöst und durch Kreisgerichte ersetzt. Damit entstand das Kreisgericht Krotoschin im Sprengel des Appellationsgerichts Posen.